# Patrice Van Eersel
Pour les articles homonymes, voir Eersel (homonymie).
Patrice Van Eersel est un journaliste et écrivain français né le 30 janvier 1949 à Safi au Maroc, où il a vécu jusqu'à l'âge de 17 ans.

## Biographie
Diplômé de l'Institut d'études politiques de Paris et du Centre de formation des journalistes de Paris, il a participé au lancement de Libération (1973-74), avant de rejoindre l'équipe d'Actuel, dont il fut l’un des grands reporters et chroniqueurs scientifiques (1974-1992). Depuis 1992, il est rédacteur en chef du magazine Nouvelles Clés — devenu Clés en 2010 — et dirige la collection homonyme chez Albin Michel.
Son livre "la source noire" a été la source d'inspiration principale de la création de l'Institut suisse des sciences noétiques par Sylvie Déthiollaz.
Membre de la Société des Gens de Gestes, animée par Albert Palma, il est aussi chroniqueur sur la webtélé de Jacques Languirand (www.repere.tv) depuis février 2009. Passionné de dauphins, il a écrit plusieurs ouvrages sur eux et accompagne parfois les voyages en mer organisés par Frédéric Chotard (sea-dolphin.fr).

## Publications
- Au parti des socialistes, de Jean-François Bizot, avec la collaboration de Léon Mercadet et Patrice van Eersel, éditions Grasset, Paris, 1975
- Voyage à l'intérieur de l'Église catholique, de Jean Puyo et Patrice van Eersel, Stock, 1976
- Sacrés Français !, les nouveaux cahiers de doléances, de Jean Puyo et Patrice van Eersel, Stock, 1977
- La Source Noire - Révélations aux portes de la mort, enquête scientifique et spirituelle à partir des NDE (Near Death Experiences ou expériences de mort imminente), Livre de Poche, 1987
- Le Cinquième Rêve. Le dauphin, l'homme, l'évolution, éditions Grasset, Paris, 1993
- Le Message des dauphins,
- Les Animaux thérapeutes,
- La Source Blanche. L'étonnante histoire des Dialogues avec l'ange, Grasset, 1995
- Réapprivoiser la mort, la fin de vie, vue depuis la France, Albin Michel, 1996
- Le Cercle des Anciens : Des hommes-médecine du monde entier autour du Dalaï-lama, de Patrice Van Eersel et Alain Grosrey, Albin Michel, 1998
- Le livre de l'essentiel T.2, ouvrage collectif sous la direction de Patrice Van Eersel, Albin Michel, 1998
- J'ai mal à mes ancêtres : La Psychogénéalogie aujourd'hui, interviews, par Catherine Maillard et Patrice Van Eersel, d'Anne Ancelin Schützenberger, Bert Hellinger, Alexandro Jodorowsky, Didier Dumas, Chantal Rialland, Serge Tisseron et Vincent de Gaulejac, éditions Clés / Albin Michel, 2002
- Le jeu du Tao - Comment devenir le héros de sa propre légende, de Patrice Levallois, Patrice Van Eersel, Daniel Boublil et Sylvain Michelet, Albin Michel, 2004
- Le grand livre de l'essentiel: Mieux vivre et donner du sens au quotidien, ouvrage collectif, éditions Clés / Albin Michel, 2005
- Tisseurs de Paix, sur les Rencontres de Fès, Éditions du Relié, 2005
- Le Monde s'est-il créé tout seul ?, points de vue contradictoires sur l'origine de l'univers, interviews par Patrice van Eersel de Trinh Xuan Thuan, Ilya Prigogine, Albert Jacquard, Joël de Rosnay, Jean-Marie Pelt et Henri Atlan, édition Clés / Albin Michel, 2006
- Écologie et spiritualité, ouvrage collectif avec Abdelkrim Bekri, José Bové, Jacques Brosse, André Comte-Sponville, René Coste, Annick de Souzenelle, Eugen Drewermann, Albert Jacquard, François Mazure, Théodore Monod, Jean-Marie Pelt, Gary Snyder, Thierry Touvenot et Patrice Van Eersel, Albin Michel, 2006
- Mettre au monde : Enquêtes sur les mystères de la naissance, éditions Clés / Albin Michel, 2008
- Le jeu du tao : de la santé et du mieux-être, de Patrice Levallois, Patrice Van Eersel, Sylvain Michelet, Daniel Boublil, Anne-Marie Filliozat, Albin Michel, 2009
- Du pithécanthrope au karatéka. La longue marche de l’espèce humaine, Grasset, 2010
- Votre cerveau n’a pas fini de vous étonner, Albin Michel, 2012.
- Pour une grossesse et une naissance heureuses, Naître enchantés, ouvrage collectif avec Magali Dieux et Benoît Le Goëdec, préface de René Frydman, Éditions Actes Sud, 2015
- Réapprivoiser la mort: Nouvelles recherches sur l'expérience de mort imminente, Albin Michel, 2016,  (ISBN 2226384685 et 9782226384683)
- Patrice Van Eersel, L'aventure d'Actuel telle que je l'ai vécue, Albin Michel, 1er septembre 2017, 512 p. (ISBN 978-2226326867)
- Patrice Van Eersel, Noosphère : Eléments d’un grand récit pour le 21e siècle, Albin Michel, 1er octobre 2021, 395 p. (ISBN 978-2-226-44055-6)
- Patrice Van Eersel, C'est pas la mort : Expérience de mort imminente, aux frontières de la conscience, Xxi, 5 avril 2023, 96 p. (ISBN 9782356381804)
- Patrice Van Eersel, Entre humains et dauphins une relation particulière, Frémeaux & Associés, 5 juillet 2023
- Patrice Van Eersel, Le Soleil est-il conscient ? : Elucider le mystère de la conscience, Éditions Trédaniel, 10 avril 2025, 336 p. (ISBN 9782813234148)

### Contributions à des ouvrages collectifs
- « Derrière l'effondrement, la peur de mourir », dans Laurent Testot et Laurent Aillet (direction), Collapsus : Changer ou disparaître ? Le vrai bilan sur notre planète, Éditions Albin Michel, 2020, 352 p. (ISBN 978-2-22644-897-2).